# صامت انفجاري

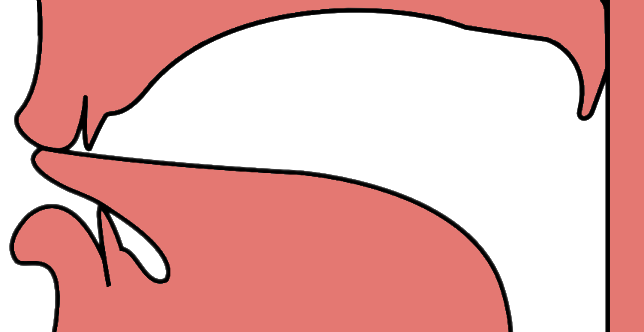

الصامت الانفجاري أو الشديد (كما في كتاب سيبويه) هو صوت كلامي ينتج بحبس تيار الهواء خلف نقطة ما في الطريق الصوتي ثم إطلاقه دفعة واحدة مما يحدث صوتا مسموعا.
تقسم الانفجاريات إلى انفجاريات فموية وانفجاريات أنفية. في الانفجاريات الأنفية يخرج قسم من تيار الهواء من الأنف إضافة إلى ما يخرج من الفم.
من الانفجاريات الفموية الشائعة في لغات العالم ما يلي:
- الصامت الانفجاري الشفهي المهموس ‎[p]‏
- الصامت الانفجاري الشفهي المجهور ‎[b]‏
- الصامت الانفجاري اللثوي المهموس ‎[t]‏
- الصامت الانفجاري اللثوي المجهور ‎[d]‏
- الصامت الانفجاري الغاري المهموس ‎[c]‏
- الصامت الانفجاري الغاري المجهور ‎[ɟ]‏
- الصامت الانفجاري الطبقي المهموس ‎[k]‏
- الصامت الانفجاري الطبقي المجهور ‎[g]‏
- الصامت الانفجاري اللهوي المهموس ‎[q]‏
- الصامت الانفجاري اللهوي المجهور ‎[ɢ]‏
- الصامت الانفجاري المزماري ‎[ʔ]‏

عندما يبقى شراع الحنك مفتوحاً لا يتشكل الانفجار بل تتشكل الصامتات الأنفية مثل ‎[m]‏ و‎[n]‏
الانفجاريات أصوات شائعة جدا ولا تكاد تخلو لغة في العالم منها، وبالأخص [p], [t], [k].